# Chapelle-Viviers

Chapelle-Viviers este o comună în departamentul Vienne, Franța. În 2009 avea o populație de 447 de locuitori.